# Rollie Massimino
Roland Vincent "Rollie" Massimino (Hillside, Nueva Jersey, 13 de noviembre de 1934-West Palm Beach, Florida, 30 de agosto de 2017) fue un jugador y entrenador de baloncesto estadounidense cuyo último equipo que dirigió fue a la Universidad Keiser de la NAIA. Dirigió a equipos de la División I de la NCAA durante 30 temporadas. Su mayor éxito fue conseguir el Campeonato de la NCAA de 1985 con la Universidad de Villanova, derrotando en la final a la Universidad de Georgetown.

## Trayectoria deportiva

### Jugador
Jugó tres temporadas en el puesto de base con los Catamounts de la Universidad de Vermont, donde se licenció en Magisterio.

### Entrenador
Tras licenciarse, comenzó su carrera de entrenador en 1959 como asistente en el instituto Cranford, de donde pasaría al instituto Hillside ya como entrenador principal, y posteriormente al Lexington High School, donde permanecería entre 1965 y 1969. En diez temporadas en el baloncesto de instituto consiguió 160 victorias y 61 derrotas.
Dio el salto a la NCAA en 1969, haciéndose cargo del banquillo de la Universidad Stony Brook, donde permaneció dos años, ganando el primero el campeonato de la conferencia. En 1972 se convirtió en el asistente de Chuck Daly en la Universidad de Pensilvania.
Al año siguiente se hizo cargo del banquillo de la Villanova Wildcats, donde en 1985 logró el campeonato de la NCAA cuando partía como número 8 en el ranking previo, derrotando al número 1 y 2 de su fase regional, Michigan y North Carolina, y en la final al número uno nacional, Georgetown. Al término de la temporada estuvo a punto de convertirse en el entrrenador de los New Jersey Nets de la NBA, pero finalmente alegó motivos familiares para quedarse en Villanova.
En 1992, tras 19 temporadas con los Wildcats, ficha como entrenador por los UNLV Runnin' Rebels, y dos años más tarde con los Cleveland State Vikings, donde permaneció hasta 2003. En 2006, ya con 71 años, se hizo cargo del banquillo de la Universidad Keiser de la NAIA, puesto que ocupó hasta su fallecimiento en 2017.